# Federazione cestistica della Guyana
La Federazione cestistica della Guyana è l'ente che controlla e organizza la pallacanestro in Guyana.
La federazione controlla inoltre la nazionale di pallacanestro della Guyana e ha sede a Georgetown.
È affiliata alla FIBA dal 1961 e organizza il campionato di pallacanestro della Guyana.